# Четаево (Марий Эл)
Четаево (мар. Чеботай) — деревня в Горномарийском районе Марий Эл Российской Федерации. Входит в состав Пайгусовского сельского поселения.

## География
Село находится на расстоянии 20 км к юго-западу от города Козьмодемьянск, административного центра района.

### Часовой пояс
Деревня Четаево (Марий Эл), как и вся Республика Марий Эл, находится в часовой зоне МСК (московское время). Смещение применяемого времени относительно UTC составляет +3:00.

## История
Марийское название деревни происходит от имени одного из первопоселенцев. Впервые упоминается в 1859 году.

## Население
| 2002 | 2010 | 2014 |
| ---- | ---- | ---- |
| 22   | ↘14  | →14  |